# Ergilornis rapidus
Ergilornis rapidus — викопний вид журавлеподібних птахів вимерлої родини Eogruidae, що існував в олігоцені. Викопні рештки птаха знайдені у відкладеннях формації Ергілін Дзо в Монголії. Вид описаний у 1960 році.

## Опис
Ergilornis — нелітаючий великий птах, пристосований до життя у степах. Птах сягав 1,2-1,5 м заввишки. Ноги довгі, призначені для бігу по високій траві. На ногах було лише два пальці, як у сучасних страусів.